# Gwatemala na Letnich Igrzyskach Olimpijskich 2004
Gwatemalę na XXVIII Letnich Igrzyskach Olimpijskich w Atenach reprezentowało 18 sportowców (11 mężczyzn, 7 kobiet). Nie udało im się zdobyć żadnego medalu.

## Skład kadry

### Badminton
Mężczyźni
- Pedro Yang - gra pojedyncza - 17. miejsce

### Kolarstwo
Mężczyźni
- José Alberto Sochón - kolarstwo torowe - kerin - odpadł w repasażach

Kobiety
- María Dolores Molina - kolarstwo szosowe - wyścig ze startu wspólnego - 50. miejsce

### Lekkoatletyka
Mężczyźni
- José Amado García - maratn - 64. miejsce
- Alfredo Arévalo - martaon - 77. miejsce
- Luis Garcia - chód na 50 km - nie ukończył wyścigu (dyskwalifikacja)
- Julio René Martínez - chód na 50 km - nie ukończył wyścigu (dyskwalifikacja)

Kobiety
- Teresita Collado - chód na 20 km - 49. miejsce

### Pięciobój nowoczesny
Kobiety
- María Isabel Sanz - kobiety indywidualnie - 31. miejsce

### Pływanie
Mężczyźni
- Rodrigo Díaz - 50 m stylem dowolnym - 53. miejsce,
- Álvaro Fortuny - 100 m stylem klasycznym - 45. miejsce

Kobiety
- Melanie Slowing - 50 m stylem dowolnym - 46. miejsce,
- Gisela Morales - 100 m stylem grzbietowym - 27. miejsce,
- Gisela Morales - 200 m stylem grzbietowym - 26. miejsce

### Podnoszenie ciężarów
Mężczyźni
- Joel Bran - waga powyżej 105 kg - 13. miejsce

### Strzelectwo
Mężczyźni
- Attila Solti - strzelanie do ruchomej tarczy 10 m - 10. miejsce

### Taekwondo 2004
'Mężczyźni
- Gabriel Sagastume - waga do 68 kg - 5. miejsce

Kobiety
- Euda Carías - waga do 49 kg - 5. miejsce,
- Heidy Juárez - waga do 67 kg - 4. miejsce